# Polémique sur l'abattage rituel en France
L'abattage rituel musulman et juif en France fait l'objet d'une polémique. Les dérogations à la loi commune pour que l'abattage des animaux de boucherie puisse être conforme aux rites religieux, musulman (dans ce cas on parle de viande halal) ou juif (dans ce cas on parle de viande cachère), ont donné lieu au début des années 2010, en France, à de nombreuses polémiques. La principale dérogation consiste en la possibilité d'égorger l'animal encore conscient alors que le droit commun exige un étourdissement préalable. Les associations de protection des animaux ont toujours protesté contre cette pratique, arguant du fait qu'elle entraîne une souffrance animale supplémentaire. Cependant, le débat est resté relativement confidentiel, avec ses divers enjeux et aspects, un problème étant d'autre part que les filières de la viande elles-mêmes et les communautés religieuses voient dans cette discrétion le souci de préserver des intérêts économiques, parfois clairement déconnectés de la foi religieuse dans le cas des intérêts de la filière, ce qui a pu amener des personnes ne pratiquant pas l'islam ou le judaïsme à acheter de la viande d'animaux abattus notamment selon le rituel halal dans l'ignorance de ce fait ainsi que des risques et précautions de plus, potentiellement, liés à la santé humaine, autre dimension de la polémique, à laquelle s'ajoutent la question des règles d'étiquetage à appliquer aux éventuelles dérogations, et la récupération contemporaine de la question de cet abattage par des personnalités politiques de droite ou d'extrême droite, en particulier sur l'islam, y compris à l'échelle européenne internationale, en relation avec une supposée progression importante de cette religion, alors que cette critique y compris de ce que des personnes incroyantes achetaient dans l'ignorance cette viande, précisément, venait de ce que des facteurs sans rapport aucun avec le fait religieux favorisaient le développement économique de la filière abattue rituellement et de la consommation de la viande issue de celle-ci.
C'est en 2012 en France que ces débats sont arrivés sur le devant de la scène médiatique puis politique. Il y a tout d'abord eu une enquête du magazine de France 2 Envoyé spécial sur les abattoirs français, dont une partie était consacrée à l'abattage rituel. Cette enquête a permis à Marine Le Pen, en pleine campagne pour la présidentielle, d'ajouter une critique supplémentaire à son thème principal de la progression de l'islam en France. Ses propos ont ensuite été largement commentés par l'ensemble de la classe politique française. Puis le débat s'est étendu à d'autres pays, notamment le Canada dans la province de Québec. Le débat s'est apaisé au bout d'un mois et le gouvernement s'est chargé d'étudier plus à fond cette question au travers notamment de projets de lois. Actuellement, cependant, le même régime et les dérogations associées demeurent en vigueur.

## Situation en Europe

Obligations légales pour l'abattage rituel en Europe :
Étourdissement non obligatoire
Étourdissement post-égorgement obligatoire
Étourdissement simultané obligatoire
Étourdissement pré-égorgement obligatoire
Abattage rituel interdit
Pas de données

Au début du XXIe siècle, sous la pression, notamment, des associations de protection des animaux, des pays européens renforce leur législation limitant l'abattage sans étourdissement. Certains pays l'interdisent purement et simplement. D'autres exigent que les consommateurs soient informés du mode d'abattage par un étiquetage spécifique. Les États européens se basent sur la Directive 93/119/CE et la décision 88/306 du Conseil de l'Europe. Dans la pratique, la situation est différente selon les pays et évolue dans le temps. La Norvège (depuis 1930), la Suède (depuis 1938), l’Islande, la Suisse (depuis 1893), la Grèce, le Luxembourg et six provinces d’Autriche n’autorisent aucune dérogation. La production de viande halal et casher est donc interdite dans ces pays. En Suisse, une petite quantité de viande certifiée halal est toutefois produite à Clarens : la méthode d'abattage respecte la loi suisse, mais l'imam de la mosquée de Lausanne, Mouwafac El Rifaï, tolère que l'animal soit assommé électriquement quelques secondes avant égorgement, car sans égorgement l'animal reprend connaissance après quelques minutes. En Allemagne, au Royaume-Uni, aux Pays-Bas et au Danemark, des exemptions existent, mais elles sont remises en cause. En France et en Belgique, les associations de protection animale, comme l'Œuvre d'assistance aux bêtes d'abattoirs (OABA), tentent de sensibiliser l’opinion, jusqu’ici sans succès. En Espagne, en Irlande et en Italie, des dérogations existent et n'ont pas fait l'objet de débats publics. La Pologne autorise l'abattage sans étourdissement et a confirmé cette décision en 2012. Aux Pays-Bas, en février 2016, l'étiquetage devient obligatoire pour réserver la viande abattue rituellement aux seuls consommateurs religieux,.
Si l'abattage sans étourdissement est généralement interdit, l'importation de viande produite conformément aux rituels halal et casher est souvent permise. En Suisse, l'importation de viande casher ou halal est réservée aux membres des communautés juives et musulmanes. Le Conseil fédéral décide du contingent d'importation accordée aux viandes casher et halal.

### Le projet DIALREL
Pour tenter de faire converger les différentes positions : religieuses, vétérinaires, amis des animaux, un groupe de travail européen est mis en place en 2006. Il s'agit du projet DIALREL (« Dialogue sur les abattages religieux ») créé par la Commission européenne. La représentante française est la sociologue Florence Bergeaud-Blackler.
Le projet conclut au fait que l'absence d'étourdissement pre mortem accentue les souffrances animales. Les viandes cachères ne sont donc pas conformes à la réglementation européenne. Avant de trouver la solution de mise en conformité avec cette réglementation, le 16 juin 2010 le Parlement européen vote un amendement dans le projet de réglementation sur l'étiquetage.

## Historique en France
La première loi évoquant l'abattage rituel date de 1964. Seules quelques préfectures, comme Paris, avaient émis des règlements spécifiques. Le décret du 16 avril 1964 définit l’abattage rituel. Le décret du 23 septembre 1970 spécifie que l'abattage devra être pratiqué par un « sacrificateur » habilité par un organisme religieux lui-même. Trois organismes ont été à ce jour agréés, liés respectivement à la Grande mosquée de Paris, la Mosquée d'Évry et la Grande mosquée de Lyon. Mais ces organismes certificateurs présentent de nombreux dysfonctionnements, et celui de la mosquée d'Évry n’emploie aucun contrôleur.

## Situation en France avant la polémique
Une réglementation spécifique est applicable pour l'abattage rituel.
Le gouvernement français, qui accepte l'argumentation des autorités juives françaises, lesquelles considèrent que cet étiquetage mettrait à mal la filière cachère française, se mobilise pour freiner ces initiatives. Le 6 septembre 2010, le ministre de l’Intérieur (chargé des cultes), Brice Hortefeux, déclare à la synagogue de la Victoire à Paris : « Aujourd'hui, alors qu’un vote au Parlement européen pourrait imposer un étiquetage discriminant pour l'abattage rituel, nous restons particulièrement vigilants. Vous pouvez compter sur ma mobilisation et celle des députés français au Parlement européen pour que le projet n’aboutisse pas ».
Le 25 octobre 2011 paraît un Règlement européen d'information des consommateurs sur les denrées alimentaires (R1169-2011) expurgé, sous la pression du gouvernement français, de toute obligation d'étiquetage des viandes en fonction du mode d'abattage.
Françoise Hostalier, députée UMP du Nord, fait plusieurs propositions de loi refusées par le ministre de l'agriculture.
La filière viande est aussi contre cet étiquetage. Elle a :
- peur que des consommateurs se détournent des viandes provenant d'animaux non étourdis ;
- un intérêt économique à uniformiser l'ensemble de l'abattage vers cet abattage rituel[20],[21]. La filière a en effet développé d'elle-même l'abattage rituel, constatant que celui-ci était plus simple en supprimant l'étape d'étourdissement et donc moins onéreux que l'abattage traditionnel. Elle a ainsi profité de la dérogation exceptionnelle qui autorise l'abattage sans étourdissement pour les juifs et musulmans pour étendre l'utilisation de cette dérogation à une plus grande échelle.

Les quatre grands groupes interprofessionnels (Syndicat national de l'industrie des viandes, Interbev, Fédération nationale des exploitants des abattoirs publics, Coop de France), qui représentent la majorité des abattoirs, ont jusqu'à présent pris position contre cet étiquetage. Frédéric Freund, directeur de l’Œuvre d’assistance aux bêtes d'abattoir, pense au contraire qu'« ils craignent les associations de consommateurs et de protection des animaux ! ». Le risque de stigmatisation est aussi mis en avant par les représentants de la communauté juive.

## Enquête d'Envoyé spécial
Une enquête réalisée par Camicas Productions et diffusée lors du magazine Envoyé spécial du 16 février 2012 relance la polémique. Cette enquête traite des problèmes d'hygiène dans les abattoirs français mais une partie de l'enquête se focalise plus particulièrement sur deux problèmes liés à l'abattage rituel : elle avance notamment que le consommateur ignore le type d'abattage de la viande qu'il consomme et qu'il existe des risques sanitaires pour les viandes rituellement abattues et insuffisamment cuites. L'enquête porte sur l'abattage sans étourdissement. Cela concerne de façon indifférenciée l'abattage rituel musulman halal encore appelé Dhabiha ou l'abattage rituel juif casher encore appelé Shehita.

### Absence d'informations explicites concernant le mode d'abattage
La traçabilité mise en place en France depuis la crise de la vache folle permet a priori de connaître le type d’abattage de la viande. Dans les grandes surfaces, la viande emballée porte une étiquette de traçabilité. Après la mention abattu figurent deux lettres. Si ces deux lettres sont « FR », cela signifie que l'abattage a eu lieu en France. Il y a ensuite une série de 8 à 11 chiffres appelée « code d’identification de l'abattoir ». Les deux premiers chiffres représentent le numéro du département. Le reste du code permet de trouver le nom de l'abattoir grâce à ce tableau de correspondance fourni par le ministère de l'agriculture et de la pêche. Certains de ces abattoirs déclarent officiellement ne pratiquer que de l'abattage rituel, c'est le cas de tous les abattoirs de la région parisienne. D'autres ne donnent pas facilement cette information. Dominique Langlois, représentant de l'Intersyndicale de la viande bovine, reconnaît le 20 février 2012 qu'il ne peut pas en donner l'exhaustivité. Les chiffres, suivant les enquêtes, oscillent entre 10 %, 32 % de la viande bovine abattue en France (ces chiffres sont plus importants pour les ovins). François Hallépée, directeur de la maison de l'élevage d'Île-de-France, confirme que les cinq abattoirs de la région Île-de-France ne pratiquent plus que de l'abattage rituel. Les abattoirs sont réticents à donner cette information de peur de voir une partie de leurs clients fuir. De plus, faire un mixte abattage traditionnel - rituel est un non-sens économique. Florence Bergeaud explique que les responsables religieux exigent un nettoyage complet approfondi de toute l'installation à chaque changement. Pourtant cette information est obligatoire dans toute l'Union européenne depuis 2011. Face à l'inquiétude des autorités religieuses, la France a longtemps rechigné à la mettre en application. Le décret est néanmoins publié au Journal Officiel le 29 décembre 2011. Là encore, les abattoirs traînent des pieds comme le constatent les reporters d’Envoyé spécial dans l’enquête diffusée le 16 février. L'Oaba fournit une liste d'abattoirs qui ne font pas d'abattage rituel. Le Point reprend des informations gouvernementales triant les abattoirs.

### Risque de contamination bactérienne
- Gilbert Mouthon, professeur à l'école vétérinaire et expert auprès des tribunaux, estime que l'abattage rituel peut parfois favoriser la propagation des bactéries E coli. En effet, ces bactéries sont très toxiques pour l'homme et elles entraînent 300 complications graves par an. Elles sont situées dans l'estomac des bovins. Des techniques simples permettent d'éviter qu'elles ne souillent la viande lors de la saignée. Il suffit de mettre un élastique pour ligaturer l'œsophage à ce moment. Cela est fait dans le cas de l'abattage conventionnel. Cela est impossible dans le cas de l'abattage rituel, dans 15 à 20 % des cas le contenu de l'estomac se déverse sur la partie appelée collier de la viande[28]. Il donne un conseil aux amateurs de viande : la faire bien cuire. Pour les consommateurs juifs et musulmans qui étaient les seuls dans le passé à consommer ce type de viande (ce qui n'est plus le cas, les règles d'étiquetage et les intérêts économiques pouvant conduire d'autres personnes à en consommer sans le savoir), cela a rarement entraîné des problèmes sanitaires. En effet dans ces deux cultures, il est de coutume de cuire longuement toutes les viandes. Le collier, notamment, sert dans les ragouts cuits pendant de longues heures or E. Coli est complément détruit par la cuisson.
- Avant et après l’enquête d'Envoyé spécial, plusieurs scientifiques soulignent les risques sanitaires induits par la pratique de l'abattage rituel sans étourdissement préalable.

1. Pascale Dunoyer, chef du bureau des établissements français d'abattage et de découpe à la Direction générale de l'alimentation, indique dans le Bulletin de l'Académie vétérinaire de France que ce mode d'abattage « peut avoir des conséquences en termes de salubrité et de sécurité des carcasses[29]. » Elle explique que « le tranchage de la trachée et de l'œsophage (…) peut provoquer le déversement du contenu gastrique (voire pulmonaire) sur les viandes de têtes, de gorge et de poitrine[29]. » . Elle signale aussi que la pratique de la betiqua (inspection dans le rituel casher), lorsqu'elle est réalisée sur des carcasses au sol, peut entraîner la souillure de la peau de l'animal.
2. Jean-Louis Thillier, expert en sécurité sanitaire, affirme que l'abattage sans étourdissement a pour conséquence une augmentation des contaminations par la bactérie intestinale Escherichia coli car « le contenu de l'œsophage et des intestins des animaux risque de souiller la viande, particulièrement les quartiers avant qui finissent dans les steaks hachés[30]. »
3. Le Dr Olivier Boscassi, secrétaire général de l'ordre des vétérinaires du Limousin confirme le risque[31]
4. Le vétérinaire Michel Courat, membre de Eurogroup for Animals (une organisation européenne œuvrant pour le bien-être animal), note que lors de la section de la trachée et de l'œsophage, il y a un « reflux du contenu des estomacs qui souille la coupe de la viande », notamment chez les ovins[32]. Il soutient que le « parage » qui consiste à retirer avec un couteau la partie souillée de la viande « a tendance » à ne pas être effectué parce qu'il engendre une importante perte de profit et qu'il est souvent remplacé par un jet d'eau qui crée un « brouillard très chargé en bactéries » et peut contaminer l'ensemble de la carcasse[32]. S'il assure que les personnes consommant de la viande provenant d'un abattage sans étourdissement ont beaucoup plus de risques d'être contaminées que les autres, il indique toutefois que « si la viande est bien cuite », le risque est négligeable[32].

- Après cette enquête d'Envoyé spécial, le 11 mars 2012, l'émission « La vérité si je mange » de France 5 reprend les dangers sanitaires liés à l'E. coli du mode d'abattage sans étourdissement halal/casher. Le toxicologue Jean Louis Thiallier cite le chiffre de 100 enfants par an mourant de cette bactérie en France, sans pour autant que le lien entre ces morts et l'abattage rituel soit formellement établi[33]. Il existe des pics épidémiques, en France notamment[34], et le toxicologue en attribue une part à l’abattage rituel. Le grand rabbin Bruno Fiszon, spécialiste de ces questions au Consistoire, estime que « nous avons des données scientifiques qui contredisent cela. Nous devons les mettre en avant, car la question sanitaire est encore plus redoutable que celle du bien-être animal. Là-dessus, nous pouvons répondre, car les études montrent qu’il n’y a pas de différence bactériologique entre des carcasses venant d’abattage rituel ou d’abattage traditionnel. C’est un fantasme, qu’il va falloir combattre[35] ». Yves-Marie Le Bourdonnec, surnommé « le boucher des stars », préconise l'abattage rituel, qu'il considère meilleur pour le bien-être des animaux. Il minimise le risque sanitaire des bactéries en provenance de l'intestin de l'animal car « normalement l'animal est mis à jeun 24 h avant son abattage »[36],[37].

### Conséquence sanitaire
Pour Michel Courat, les problèmes signalés dans les deux paragraphes précédents seraient mineurs.
- D’une part, il n'y aurait aucun problème pour un non musulman ou un non juif à consommer de la viande abattue rituellement sauf pour les personnes soucieuses de la protection animale qui pensent que ce mode d'abattage entraîne une souffrance animale supplémentaire.
- D'autre part, les bactéries E coli sont détruites par une cuisson longue ou à haute température des viandes, si celles-ci sont cuites à cœur, la température atteignant au moins 70 °C en toute part[38],[39].
- En revanche, comme le type d'abattage se généralise en France, certains consommateurs risquent d'utiliser de la viande à collier halal ou casher pour préparer des steaks hachés, des steaks tartares, donc crus. Le risque d’une contamination grave par E coli est, dans ce cas, réel. Le ministère a pris cette question au sérieux, dans un rapport de 2007 il souligne que ce problème est accru dans les abattoirs pratiquant des abattages rituels[40]. Ce qui inquiète les professionnels de l'abattage, et qui a été révélé par le reportage d'Envoyé spécial, La viande dans tous ses états, ce sont les règles d'hygiène que ne respecteraient pas le rite halal. En effet, pour Jean-Baptiste Gallo, le halal présente « un risque bactériologique » car l'abattage rituel consiste à trancher tout le cou de la bête, œsophage compris, rendant alors possible la contamination de la viande par les matières présentes dans le système digestif de l'animal, et pouvant contenir la bactérie Escherichia coli. Lors de l'abattage conventionnel, ce risque est évité car l'œsophage est ligaturé[41].
- En attendant la mise en place de la traçabilité promise par Bruno Le Maire, les experts interrogés par Envoyé spécial sont unanimes et conseillent de ne plus consommer de viande hachée sans bien la cuire et déconseillent de manger des steaks tartares fabriqués avec de la viande abattue en France.

### Réaction du CSA
- Le 26 juin 2012 le CSA épingle France Télévision. Le CSA note notamment que « dans la mesure où ce sujet pouvait prêter à controverse, il aurait été souhaitable que des efforts supplémentaires aient été mis en œuvre par la chaîne afin de mieux assurer l’expression de la diversité des points de vue »[42].

## Polémique «halal seul» ou bien «halal et casher»?
- Lorsque le débat quitte le secteur médiatique et scientifique, certains parlent de polémiques « halal uniquement », d'autres parlent de polémique « halal et casher ».
- Objectivement : cette polémique, lancée par Envoyé Spécial, s'adresse à l'abattage sans étourdissement. Les critiques portent sur deux aspects.

1. Le fait que les viandes issues de ces abattages ne soient pas étiquetées spécifiquement est vrai pour la viande casher et la viande halal. Il est donc tout à fait légitime d'employer l'expression « halal et casher ».
2. Le fait que cet abattage qui coupe l'œsophage ne permet pas d'éviter le risque de contamination de la viande du collier par les bactéries de l'intestin est aussi identique dans les deux cas d'après les scientifiques. Des membres de la communauté juive remettent cependant en question ces similitudes des risques sanitaires. Ces personnes pensent que les précautions supplémentaires prises dans le rite israélite permettent de minimiser les risques sanitaires de l'abattage juif par rapport à l'abattage musulman.

- Subjectivement : les différents intervenants choisissent leurs termes suivant les messages qu'ils veulent faire passer.

1. Dans la grande majorité des cas, les intervenants emploient plus usuellement le terme « halal ». Cela est tout à fait logique, la répartition halal / casher dans la viande abattue rituellement en France est inconnue mais probablement entre 90 % / 10 % et 70 % / 30 %[43]. Cependant ils rajoutent souvent une fois dans le texte le terme « casher » afin de montrer que cette polémique ne concerne par uniquement les musulmans.

## Différences et similitudes entre les deux rituels
La shechita est l'abattage rituel des mammifères et des oiseaux selon la loi juive. La dhabiha est la méthode utilisée pour abattre un animal selon la tradition islamique.

### Similitudes
- Les deux shechita et dhabiha consistent à couper en travers le cou de l'animal avec une lame non dentelée afin de trancher proprement les principaux vaisseaux sanguins[44].
- Ils exigent que la moelle épinière ne soit pas touchée lors de l'abattage[44],[45].
- Les deux nécessitent une saignée drainant le sang de l'animal[44],[46].
- Tout Juif adulte sain d'esprit qui connaît la bonne technique peut effectuer la shechita[47]. De même, les dhabiha peuvent être effectuées par tout « adulte sain d'esprit musulman… en suivant les règles prescrites par la charia »[48]. Les autorités islamiques acceptent cependant que la dhabiha puisse être effectuée par « les Peuples du Livre » : (Juifs et Chrétiens)[44].

### Différences
- La dhabiha exige que le nom de Dieu puisse être prononcé avant chaque abattage[44]. Certains musulmans acceptent que de la viande soit considérée comme halal sans nécessairement avoir respecté toute la dhabiha ; en d'autres termes, la viande casher est considérée comme halal par les musulmans. Durant la shechita, une bénédiction est récitée avant de commencer l'abattage. Aussi longtemps que le cho'het n'a pas fait une longue pause ou perdu la concentration, cette bénédiction couvre tous les animaux abattus durant cette période.
- Il n'y a aucune restriction sur les organes ou les parties de la carcasse pour les musulmans qui peuvent manger l'animal tout entier, à l'exception du sang, des os et des pièces de blessés. Les Juifs, eux, s’interdisent en plus de manger le nerf sciatique, donc l'arrière-train d'un animal casher doit subir un processus, appelé nikkur, d’extraction de ce nerf sciatique afin d'être apte à la consommation par les Juifs. Comme le nikkur est un processus coûteux, fastidieux, il est rarement pratiqué en dehors d’Israël, et les membres postérieurs des animaux casher abattus dans le reste du monde sont généralement vendus sur le marché non casher[49].

## Importance de ce débat pour les Français
- Nicolas Sarkozy affirme le 5 mars 2012 que ce sujet est le premier sujet de discussion actuel des Français[50]. Il semble cependant que, dans l'enquête citée par le président, les Français parlent bien de cette polémique mais seulement en 9e sujet sur 13 loin derrière l'Oscar de Jean Dujardin[50].

## Avis des communautés religieuses

### Communauté musulmane
- Selon Gilles Kepel dans Quatre Vingt Treize, les musulmans souhaitent développer le modèle halal français sur le modèle casher. Ils apprécient notamment la forte traçabilité de ce modèle qui évite bien mieux que dans la filière halal le risque de fournir de la viande illicite à des pratiquants. Ils sont donc, depuis longtemps, partisans d'une meilleure traçabilité et donc de l'étiquetage que propose l'Union européenne.
- Cet étiquetage ne risque pas de poser de problème économique à la filière halal pour plusieurs raisons.

1. Ce marché est en pleine expansion, deux fois plus important que le marché bio.
2. La communauté musulmane est suffisamment importante pour absorber la totalité de la viande halal sans craindre un éventuel boycott des non musulmans ou des associations de consommateurs.
3. Cet abattage sans étourdissement est plus simple, et donc moins cher que l'abattage traditionnel. Si les prix de l'abattage non halal augmentaient pour respecter les règles européennes, la viande halal pourrait avoir un avantage concurrentiel supplémentaire.
4. Des musulmans très religieux, qui ne consomment actuellement pas de viande halal par peur de viande non conforme du fait du manque de traçabilité, pourraient alors se laisser séduire par cette nouvelle viande halal plus rigoureuse.

- Par contre, depuis le début de la polémique, la communauté s'oppose à la stigmatisation de sa religion. Elle critique le fait que le manque de traçabilité pointé du doigt par les politiques et les médias, qui concerne tout l'abattage rituel, soit systématiquement déformé en « polémique halal » alors que le manque de traçabilité est dû uniquement à la communauté juive[51].
- Par la suite, les musulmans décident de créer une commission théologique afin de vérifier si les lois religieuses permettent ou non l'étourdissement pré-mortem[52]. Cette idée fait du chemin chez les musulmans, lesquels pourraient accepter de se mettre en totale conformité avec la loi française : traçabilité et étourdissement[53].

### Communauté juive
- Le marché de la viande casher ne peut pas fonctionner économiquement sans des consommateurs non juifs. En effet, les règles très strictes de la cacherout font rejeter hors de la filière deux carcasses sur trois.
- De plus, du fait de la proscription portant sur la consommation des parties interdites, dont le tendon inguinal, c'est-à-dire le nerf sciatique[54], cette opération, pratiquée quasi universellement jusqu'au XIXe siècle, était délicate et peu rentable, la viande possédant un aspect « déplaisant ». De ce fait, les autorités rabbiniques européennes[55], ainsi que le grand-rabbin de New York, ont jugé préférable de déclarer les parties arrière des animaux impropres à la consommation, et les bouchers les remettent dans le circuit de distribution des viandes non kascher. Ces parties, qui s'étendent jusqu'à la huitième côte pour les bovins, et incluent les rumstecks, filets, faux-filets, bavettes, onglets, entrecôtes et côtes, sont les morceaux de première catégorie, les plus tendres de l'animal[56]. Si ces meilleurs morceaux venaient à être difficiles à revendre aux non juifs à cause de l'étiquetage, le modèle économique de la filière casher s'effondrerait[57],[58].
- Les responsables de la communauté ont donc toujours fermement combattu les propositions d'étiquetage.
- Sur le deuxième point soulevé par l’enquête d'Envoyé spécial, concernant les risques sanitaires de l'abattage rituel, certains membres de la communauté pensent que ces risques ne concernent que l'abattage halal. Ils pensent en effet que les règles très strictes de la cacherout offrent une protection sanitaire supérieure aux autres types d'abattage. Le consistoire est en possession d'études montrant qu'il n'y pas de risques bactériologiques spécifiques.
- Contrairement aux musulmans, les autorités religieuses juives pensent que leurs règles ne permettent pas d'accepter l'étourdissement des animaux. Ils ne sont donc pas prêt à s'extraire de cette dérogation.
- Joël Mergui, président du Consistoire, constate des évolutions inquiétantes pour l'avenir économique de la filière cachère en France ainsi que des risques à l'international : « Nous constatons depuis quelques jours que des abattoirs commencent à pratiquer l'étiquetage de la viande, que d'autres ne pratiquent plus l'abattage rituel, qu'il est plus difficile d'écouler cette viande dans le circuit non casher, que d'autres pays se sont saisis de ce débat. […] J'espère […] qu'on va se rendre compte que l'abattage selon le rite juif ne fait pas plus souffrir les bêtes que les autres formes d'abattage. »[59].
- Des institutions relèvent avec inquiétude la montée mondiale des critiques vis-à-vis des pratiques cultuelles juives comme l'abattage rituel et la circoncision[60],[61].

## Prise de position du personnel politique et les réactions qu'elles suscitent
- Les 10 candidats à l'élection présidentielle ont répondu aux questions de 30 millions d'amis sur ce sujet[62]. Le gouvernement français a décidé le 8 mars 2013 d'imposer des modifications d'urgence à la procédure d'abattage rituel afin de minimiser les risques sanitaires.

### François Fillon
- Le Premier ministre, s'exprimant à titre personnel, a estimé le 4 mars 2012, que « les religions devaient réfléchir au maintien de traditions qui n'ont plus grand-chose à voir avec l'état aujourd'hui de la science, l'état de la technologie, les problèmes de santé ». François Fillon a suggéré aux juifs et aux musulmans de revenir sur les « traditions ancestrales » d'abattage rituel des animaux[63].
- Ces phrases ont été vivement critiquées, y compris dans son propre camp par Jean-François Copé[64], Rachida Dati[65], Salima Saa[66], Bernard Debré[67], Alain Juppé[68].
- Pour le Grand Rabbin de France, « il y a y quelque chose de décalé par rapport à l'esprit même d'une religion révélée ». Il dénonce « un mélange des genres entre le discours de l'ordre du religieux et de l'autre le discours de l'ordre des valeurs de l'universel ».« On ne peut pas parler d'une religion comme d'un archaïsme », a poursuivi le Grand Rabbin, qui s'est dit « très gêné » par ces propos[69].
- François Fillon organise le 7 mars une réunion avec le Grand Rabbin Gilles Bernheim et son spécialiste de ces questions Bruno Fiszon afin de désamorcer la polémique[70].

### Marine Le Pen
- Marine le Pen utilise les informations de l'enquête d'Envoyé spécial, qui montrait que les trois abattoirs à bovins de la région parisienne ne font uniquement que de l'abattage rituel. Dans son meeting de Lille du 19 février 2012, elle présente cette information en annonçant que l'ensemble de la viande diffusée en Île-de-France est maintenant halal.
- Le gouvernement rejette ces informations et rappelle que ces trois abattoirs sont très petits et ne représentent que 2 % de la viande consommée en Île-de-France. Le reste provient des autres abattoirs français via le marché de Rungis.
- Marine Le Pen corrige ensuite ses propos et annonce que 100 % de la viande en Île-de-France est « suspectée » d'être halal du fait de l'absence de traçabilité.
- Marine Le Pen évoque à nouveau le sujet, le 6 mars 2012 : « Je ne crois pas du tout que le halal soit un sujet accessoire. C'est un sujet qui touche quand même quatre grands thèmes pour les Français : le problème de la laïcité, de la sécurité sanitaire, de la nécessaire transparence à l'égard des consommateurs et de la souffrance animale »[71].
- Le 3 avril 2012, Marine Le Pen s'exprime à nouveau sur ce qu'elle appelle « Un scandale sanitaire sans précédent »[72] après la publication par Le Parisien, le 2 avril 2012, d'un extrait du rapport[73] de l’AESA sur la bactérie Campylobacter. Ce rapport, ne traitant que de la viande de volaille, n'a pourtant rien à voir avec cette polémique.

### Nicolas Sarkozy
- Sur la question de l'abattage rituel, Nicolas Sarkozy a plusieurs fois fait évoluer sa position
- En 2006, lors de la campagne présidentielle, il avait promis aux organisations de protection animale qu'il prônerait l'étourdissement préalable à l'abattage[74].
- Ces promesses n'ont pas été tenues. Au contraire, la France s'est battue pour freiner ce type d'initiative au niveau européen, principalement sous la pression des professionnels de la filière viande, qui voient dans la généralisation de l'abattage sans étourdissement un gain économique.
- À la suite d'Envoyé spécial et des premières piques de Marine Le Pen sur le halal, il se rend à Rungis, déclare qu'il n'y a pas lieu de polémiquer et rectifie les chiffres donnés par la dirigeante du Front national.
- Il semble à nouveau changer d'avis en donnant raison à son premier ministre François Fillon qui demande, au moins, un étiquetage de la viande abattue rituellement. Le président annonce cet étiquetage dans son discours de Bordeaux.
- À la suite d'une réunion entre les autorités religieuses juives et le premier ministre où celles-ci réaffirment leur refus de l'étiquetage, le président modère à nouveau ses propositions en ne demandant plus, lors de l'émission Des paroles et des actes, qu'un étiquetage sur la base du volontariat.

## Évolution des positions des politiques

### Sous la présidence de Nicolas Sarkozy
- L'enquête d'Envoyé spécial, les attaques répétées de Marine Le Pen, la publication par la presse de rapports officiels montrant les dérives de l'abattage rituel[75] commencent à rendre méfiants les consommateurs, lesquels demandent des comptes à leur boucher. Les vocables utilisés par la presse, insistant sur les problèmes de traçabilité de la viande halal, ont pour effet de stigmatiser la communauté musulmane (alors que les responsables musulmans ont toujours été favorable à la traçabilité).
- Face à ce danger de stigmatisation, un député UMP demande le 21 février 2012 au gouvernement d’accélérer l’application du décret du 28/12/2011, prévue pour le 1er juillet 2012. Le ministre de l’agriculture Bruno Le Maire à l’Assemblée nationale le 21 février 2012 annonce que plus aucun abattage rituel ne sera autorisé sans bon de commande préalable. Le 8 mars, Bruno Le Maire annonce l'application immédiate de ce décret.
- Cependant, face aux différentes pressions que subit le gouvernement, la position de la majorité présidentielle oscille. La députée UMP Françoise Hostalier a déposé le 22 février une proposition de loi visant au respect de la réglementation européenne pour la production de viande provenant d'animaux abattus sans étourdissement. Cette même députée retire son texte le 1er mars, sous la pression, selon le journal Le monde, du parti présidentiel[76].
- Même l'Élysée hésite sur la position à tenir. Alors que Nicolas Sarkozy s'est prononcé samedi 28 février à Bordeaux pour l'étiquetage des modes d'abattage de la viande, il modère ses propos lors de l'émission Des paroles et des actes sur France 2 et parle seulement d'un étiquetage sur la base du volontariat.
- Face à l’ampleur prise par la polémique, les professionnels de la filière viande font aussi machine arrière. Ainsi Dominique Langlois déclare : « En 2011, nous avons écarté le problème. Mais vu l’importance du débat, et comme on met en cause la filière, nous devons réagir »[77].
- En tant que rapporteur du Parlement européen sur l’étiquetage de la viande bovine, la députée européenne Sophie Auconie répond 
  - à la demande d’étiquetage obligatoire exprimée par les bouchers : « Je vais poursuivre mes discussions à ce sujet avec mes collègues parlementaires, consulter les organisations représentatives concernées et veillerai à ce que la révision en cours du règlement (EC) no 1760/2000 sur l’étiquetage de la viande bovine tienne compte des débats dans les États membres »
  - à l'inquiétude sur les risques bactériens : « Comme les 3 millions de téléspectateurs de l’émission Envoyé Spécial, le reportage sur la sécurité alimentaire dans le secteur de la viande bovine m’a particulièrement interpellé. Aujourd’hui, alors que s’ajoute la problématique de la sécurité alimentaire et des risques potentiellement légèrement accrus de contamination à l’E.coli, je vais interpeller le Commissaire européen John Dalli, chargé de la santé et de la protection des consommateurs, sur l’état des lieux de la mise en œuvre de la législation européenne dans l’ensemble des États membres. » »[78].

### Sous la présidence de François Hollande
- François Hollande a présenté, lors de la campagne présidentielle, une politique en continuité, sur ce point, avec son prédécesseur. Il affirme pendant le débat du second tour que « sous ma présidence, rien ne sera toléré en termes de présence de viande halal dans les cantines de nos écoles »[79]
- Manuel Valls affirme le 31 mai 2012 que d'ores et déjà, le problème ne se pose pas car en France « il n'y a pas de cantine scolaire servant cette viande »[80].
- Pourtant, le même jour, le maire socialiste de Strasbourg, Roland Ries, admet que 1750 des 8200 repas servis chaque jour dans les cantines de la ville sont halal. Il semble, de plus, opposé à toute mesure de suppression sauf en cas de loi. Il déclare : François Hollande l'a dit, certes, mais j'attends de voir comment il veut concrétiser ça. Tant qu'il n'y aura pas de loi, nous maintiendrons le dispositif[81]. Selon lui, les menus végétariens en remplacement des menus halal ne fournissent pas les besoins en protéines des élèves.
- En octobre 2012, Manuel Valls, ministre français de l'intérieur déclare au magazine Information juive : « La France, république laïque, s'est dotée d'un système juridique clair qui garantit le libre exercice des libertés religieuses. Il est donc hors de question de revenir sur l'abattage rituel. […] Les Juifs de France […] peuvent manger casher. »[82],[83]
- Le 13 novembre, une pleine page de publicité du Parisien interpelle François Hollande pour lui demander d’interdire "tout abattage sans étourdissement préalable". Un "appel au président de la République" est signé par la sénatrice UDI de l’Ain, Sylvie Goy-Chavent qui, parallèlement, a déposé une proposition de loi au Sénat[84],[85],[86]
- Par la suite, les polémiques continuent de plus en plus fréquentes[87].
  - Le 30 juin 2013, un barbecue scolaire ne sert que de la viande halal, ce qui crée une vive tension. L'inspecteur d'académie déclare "La loi n’imposant pas aux établissements publics de proposer des repas confessionnels, ceux-ci ne sauraient être les seuls commandés. En revanche, rien n’empêche, de faire deux barbecues."[88]

### Sous la présidence d'Emmanuel Macron
Lors de la cérémonie de vœux à la communauté juive, le 2 octobre 2017, le premier ministre d'alors, Édouard Philippe, s'engage « à ce que l’abattage rituel ne soit pas remis en cause ».
Lors de la campagne pour les élections européennes de 2019, le candidat du Rassemblement national Jordan Bardella estime l'abattage rituel « indigne ».
Le programme du RN présenté aux élections législatives anticipées de 2024 a abandonné, a-t-il été relevé, outre son volet social, l'interdiction des dérogations religieuses à l'abattage commun qui y était intégrée à un module de protection du bien-être animal.

## Présentation de cette polémique dans la presse non française
- Cette polémique est reprise par de nombreux médias anglo-saxons[91],[92],[93]. Ceux-ci sont très critiques sur l'attitude du gouvernement français[94]. Selon le Guardian, notamment, Nicolas Sarkozy, se sentant quasi battu pour la présidentielle, tente par cette polémique un virage à l'extrême droite afin de prendre des voix à Marine le Pen pour être en meilleure position après le premier tour[95],[96].
- Les médias algériens suivent de près cette polémique (sur le halal) et sont extrêmement critiques : « Le halal, un débat "raciste et odieux" »[97].
- Les médias israéliens accusent le gouvernement français de faire machine arrière sur son acceptation de viande rituelle dans le marché traditionnel sans étiquetage[98].

## Financement occulte d'organismes religieux
- D'après le député UMP Lionel Luca, « les citoyens financent des communautés religieuses à leur insu ». Ce soupçon, récurrent, est réapparu lors de la polémique lancée par Envoyé spécial, dans les paragraphes ci-dessous sur la présence de viande abattue rituellement dans le circuit de distribution conventionnel.
- Ce soupçon est fortement repoussé tant par les responsables juifs[99] que musulmans[100].
- Florence Bergeaud-Blackler, sociologue spécialisée de ce domaine, rejette aussi ce soupçon[101].

## Modèle économique
- Il existe très peu d'informations complètes chiffrées sur l'économie de l'abattage rituel. On peut en entrevoir un aperçu d'après les informations fournies par Bruno Benjamin, Président délégué du consistoire israélite de Marseille. La communauté juive de Marseille est la plus importante de France après celle de Paris :
  - « Nous avons agréé un abatteur, Bigard en l’occurrence, chez lequel se rendent nos trois sacrificateurs, chaque semaine (à Castres et à Dijon pour les ruminants, à Valence pour la volaille), sous le contrôle du Dayane (juge rabbinique). La consommation de la communauté marseillaise est de 50 à 60 bêtes par semaine mais pour obtenir cette quantité il faut en égorger 200 car les rabbins refusent les animaux dont les poumons présentent des adhérences…. ».
  - La viande casher « fournit, à travers la taxe rabbinique perçue pour l’attribution du certificat de cacherouth, 40 % de son budget annuel (du consistoire israélite de Marseille) de 3 millions d'Euros »[102].

## Conséquences sur les cantines scolaires
- La polémique suscitée en 2012 par l'abattage rituel déborde à nouveau sur le sujet des nourritures confessionnelles à l'école[103], principalement à cause des propos de Claude Gueant pronostiquant du halal obligatoire dans les cantines en cas de droit de vote des étrangers non européens.
- Depuis des années, il était de coutume en France de tolérer des menus spécifiques pour les communautés religieuses juives et musulmanes dans les cantines, notamment sans porc ou sans viande dans certaines cantines scolaires. Le président Sarkozy englobait cet accommodement raisonnable sous le titre de « laïcité positive ». En 2004, le « Rapport Obin »(Archive.org • Wikiwix • Archive.is • Google • Que faire ?) avait montré que cela n'avait pas diminué les conflits, au contraire et pourtant, en 2007, Jean-Pierre Obin reconnaît que, trois ans après, le gouvernement n'a pas à l'époque tiré les conclusions des alertes contenues dans ce rapport[104] Cependant, à la suite de cette polémique, le discours politique s'est radicalisé. Ainsi le président Sarkozy est maintenant décidé à revenir sur ces tolérances : « dans les cantines scolaires, nous voulons les mêmes menus pour les mêmes enfants de la République française ! »[105],[106]. François Hollande annonce être sur la même ligne lors du débat d'entre les deux tours (voir ci-dessus).
- Cette tolérance semble depuis la polémique en voie d'extinction : ainsi Le 25 juin 2012, La ville d’Hagondange (Moselle) a annulé sa kermesse annuelle. L’invitation envoyée à l’ensemble des parents qui scolarisent leurs enfants à l’école Jean de la Fontaine a choqué. Une petite ligne signale : « Les brochettes de bœuf et les saucisses proviennent d’une boucherie halal ». À la suite de cette polémique, le maire Divers Droite (DVD) d’Hagondange, Jean-Claude Mahler a pris la décision d’annuler la manifestation pour éviter tout « malentendu »[107]
- Le 15 mai France 3 diffuse le documentaire Et la Laïcité dans tout ça qui confirme le maintien des tensions[108].
- Le 11 juillet 2013, Les séjours vacances, notamment ceux de la Ligue de l'enseignement, sont de plus en plus confrontés aux revendications religieuses. La Ligue édite un guide déterminant les limites de l'acceptable[109].

## Premiers étiquetages
- À la suite de la polémique, un abattoir de Tarascon (Bouches-du-Rhône) a décidé, pour répondre aux inquiétudes de ses clients, d’élaborer des étiquettes « abattage conventionnel garanti », de façon à informer directement les bouchers détaillants et les grossistes[110].
- Le sénateur Sylvie Goy-Chavent a présenté le 17 janvier 2013, avec 24 autres sénateurs, une proposition de loi visant à informer le consommateur quant à l'origine des viandes issues des filières d'abattage rituel[111].

## Commission du sénat sur la traçabilité dans la filière viande
Le 11 juillet 2013 la mission sur la filière viande du sénat rend ses conclusions. Au nombre de ces propositions, la mission suggère l'instauration d'un "étiquetage obligatoire du mode d'abattage selon des modalités non stigmatisantes", visant les modes d'abattage sans étourdissement prescrits par les rituels casher et halal. En revanche L’interdiction de l’abattage sans étourdissement, nécessaire à un abattage rituel, est une piste écartée par la mission. Les débats furent très houleux. La rapporteure Sylvie Goy-Chavent, qui avait déjà déposé deux projets de loi favorables à l’étiquetage, devant le Sénat, a notamment affirmé que les rapports scientifiques sont unanimes pour dire que l'animal étourdi souffrira le temps de l'étourdissement, c'est-à-dire le temps d'une balle, donc de l'ordre de la seconde, alors qu'un animal égorgé peut mettre jusqu'à un quart d'heure. Les représentants du judaïsme s’emportent et citent des rapports contradictoires, mais la sénatrice les juge non neutres. Les juifs craignent la stigmatisation pourtant la proposition en faveur d'un étiquetage du mode d'abattage des animaux de boucherie est "une des 40 adoptées par les sénateurs, au même titre que l'étiquetage obligatoire du pays d'origine de l'ensemble des viandes brutes et transformées, dans le souci d'éclairer les choix des consommateurs", rappelle la présidente de la mission. Le samedi suivant sur le site de l’ex candidat à la députation Jonathan-Simon Sellem, des propos racistes et des menaces de mort sont exprimés à l’égard de la sénatrice Sylvie Goy-Chavent qui annonce porter plainte,,,,.

## Rapport ANSES
L'Anses - Agence nationale de sécurité sanitaire de l’alimentation, de l’environnement et du travail – publie en juillet 2013 une Évaluation du Guide de bonnes pratiques d’abattage des bovins en matière de protection animale. Ce rapport conclut que « l’étourdissement avant l’égorgement reste la méthode minimisant les douleurs » (page 14). Le rapport propose comme palliatif pour l'abattage rituel un étourdissement après l'égorgement : « il est nécessaire d’observer les animaux individuellement et soigneusement pendant au moins 45 secondes après l’égorgement. Si les observations montrent que l'animal est inconscient, il peut être libéré du piège. Dans le cas contraire, il est étourdi ».

## Extension de la polémique aux autres pays
- Le 28 mars 2012, l'hebdomadaire Courrier international signale que la polémique française s'exporte dans de nombreux pays[119]. La chaîne saoudienne Al-Arabiya s'en étonne : « Ce débat est peu surprenant en France, un pays qui se demande depuis des années jusqu'à quel point il est prêt à s’accommoder de l'islam ». Au Royaume-Uni, par contre, « la nouvelle controverse sur les méthodes d’abattage halal risque de surprendre les communautés musulmanes ».

### Québec
- Le 23 mars 2012, à la suite de la polémique française, le parti québécois demande que le gouvernement mette en place un système d'étiquetage pour que le consommateur soit informé de la provenance de la viande qu'il achète[120],[121]. Le député André Simard, porte-parole du parti québécois en matière d'agriculture, vétérinaire de profession, estime que l'abattage rituel peut aussi occasionner un risque de contamination pour la santé publique[122]. Enfin, à la suite d'un reportage fait par Le Journal de Montréal, André Simard a voulu savoir ce qu'il en coûtait à l'État pour servir des repas halal dans les prisons, ou casher dans les centres de la petite enfance (CPE)[123],[124].
- Le 17 avril 2012, pour répondre aux questions instantes du parti québécois, le ministre de l'agriculture Pierre Corbeil a décidé de se pencher plus à fond sur le dossier de l'abattage rituel, en particulier pour savoir quels sont les impacts financiers des certifications halal et casher. Quant à l'étiquetage des produits, qui est de responsabilité fédérale, le ministre Corbeil dit être d'accord, mais est toujours en attente d'une lettre à ce sujet adressée à son homologue à Ottawa[123].

### Luxembourg
- L'abattage rituel est uniquement autorisé au Luxembourg contre une dérogation émise par le ministre de l'agriculture en fonction. Pour l'instant, Romain Schneider, ministre de l'agriculture, a signalé qu'aucune dérogation n'avait été délivrée et il n'envisage pas d'en délivrer une à l'avenir. Aucun abattage rituel n'a donc encore été fait au Luxembourg. Le Luxembourg milite auprès de la Commission européenne pour qu'elle présente une proposition législative par rapport à l'étiquetage des viandes halal ou casher dans le cadre de sa stratégie pour la protection et le bien-être animal de 2012-2015[125].

### Royaume-Uni
- La Commission européenne devrait faire rapport sur l'abattage rituel d'ici l'été 2012, mais, le ministre de l'Environnement, Lord Taylor d'Holbeach, a dit que si l'Union européenne ne parvient pas à s'entendre sur un système d'étiquetage des aliments rituels, le Royaume-Uni prendra des mesures[126],[127].
- Cependant, alors qu’en France les cantines scolaires sont de moins en moins nombreuses à proposer un menu différent pour les enfants, elles sont de plus en plus nombreuses outre-Manche. Les communautés religieuses applaudissent, en revanche cela est vivement critiqué par la droite. Ainsi, le conservateur et législateur Philip Davies déclare : « Je suis d’accord sur le fait que les élèves devraient être en mesure de choisir de ne pas consommer du porc, je crois cependant que les écoles ont tort d’imposer à tous les élèves les croyances religieuses de certains en leur refusant la possibilité de choisir du porc ». Pour lui, c’est ce genre de politique qui amène le ressentiment vis-à-vis des minorités. D'autres critiques viennent des producteurs de porcs comme Stewart Houston : « Il est décevant de constater que les écoles ne peuvent pas être suffisamment organisées pour donner aux enfants un choix de viandes. Saucisses, saucissons et rôti de porc sont des aliments du régime alimentaire britannique, et les enfants aiment les manger »[128].

### Pays-Bas
- Aux Pays-Bas, l'étourdissement est la règle mais une dérogation existe depuis longtemps permettant, au nom de la liberté des cultes, de supprimer l'étourdissement pour l'abattage halal et casher.
- En juin 2011, cependant, un amendement visant à supprimer cette dérogation a été adopté par les députés néerlandais.
- Le 13 décembre 2011, les sénateurs indiquent qu'ils voteraient contre cette modification de la loi et ils demandent à Hans Bleker, le secrétaire d'État à l'agriculture, de trouver une solution de compromis[129].
- En juin 2012, les représentants des abattoirs et les représentants des communautés juive et musulmane signent un accord prévoyant l'étourdissement des animaux quarante secondes après l'égorgement. Pour Hans Bleker, « un bon équilibre a été trouvé entre la liberté de culte et l'amélioration du bien-être des animaux ».
- Le sénat batave maintien alors par 51 voix contre 21, l'autorisation de l'abattage rituel à condition d'appliquer ce compromis
- Cependant ce compromis est immédiatement dénoncé par le Beth-Din d’Amsterdam : il « ne correspond ni à nos souhaits, ni à nos recommandations ».
- L'affaire pourrait en retour avoir des répercussions en France, qui pourrait être tentée d'appliquer le même compromis. En effet, depuis le décret de décembre 2011 réglementant l’abattage rituel, les pouvoirs publics français fixent un délai de 90 secondes avant étourdissement. Il est possible que, sous la pression des défenseurs des animaux, la France finisse par se ranger à la solution néerlandaise des 40 secondes. Or, selon le grand rabbin Bruno Fiszon, qui gère le dossier au Consistoire central, 45 secondes au minimum sont nécessaires avant l’étourdissement pour que la viande soit considérée comme casher[130].

### Belgique
- En 2016 le parti N-VA conditionne sa participation au gouvernement à l'interdiction totale de l'abattage rituel sans étourdissement[131]

### Pologne
- Alors que ses communautés juive et musulmane ne dépassent pas à elles deux les quelques dizaines de milliers d'individus, la Pologne est un des plus importants pays européens exportateurs de viande estampillée halal ou casher. Selon des chiffres rapportés par l’AFP, en 2011 ces exportations ont produit un chiffre d’affaires total de 200 millions d’euros[132].
- Le 8 juin 2012, cependant, à la demande des organisations polonaises de protection des animaux, le procureur général a saisi la Cour constitutionnelle pour statuer sur la conformité avec la loi fondamentale de la disposition ministérielle autorisant l'abattage rituel[133]. Des scientifiques écrivent une lettre au premier ministre car ils considèrent barbare cette pratique[134].Le 27 novembre 2012, la Cour constitutionnelle juge l'abattage rituel contraire à la Constitution mais le gouvernement assure que la Pologne continuera à se conformer à la directive européenne autorisant ce type d'abattage[135],[136].

### Danemark
En août 2013, un hôpital du Danemark reconnaît de ne plus servir que du bœuf halal, ce qui provoque des vives protestations dans le pays.
En février 2014, le ministre danois de l'Agriculture, Dan Jørgensen, au nom des droits des animaux et en précisant que « les droits des animaux sont prioritaires par rapport aux droits religieux » fait voter une loi rendant illégal l'égorgement des bêtes sans étourdissement,.